# Auengrund
Auengrund ist eine Gemeinde im Landkreis Hildburghausen im fränkisch geprägten Süden des Freistaates Thüringen.

## Geografie
Die Gemeinde liegt am Südwestrand des Thüringer Schiefergebirges, wo dieses aus dem eigentlichen Thüringer Wald hervorgeht, zwischen den Kleinstädten Schleusingen (im Nordwesten) und Eisfeld (im Südwesten) sowie der Kreisstadt Hildburghausen im Westen. Nördlich bis nordöstlich schließen sich (der Reihe nach) Schleusegrund und Masserberg an.
Zur erfüllenden Gemeinde Auengrund gehört die Gemeinde Brünn/Thür. im Süden.
Markante Erhebungen der Gemeinde sind der Solaberg bei Poppenwind (577 m) mit seinen teils gerodeten Nebengipfeln Ahornsberg (532 m, bei Brattendorf) und Schleusenberg (531 m, bei Wiedersbach), der Priemäusel (625 m) bei Brattendorf und dessen nördlicher Nachbar, der auf der Südwestseite (an welcher der Ortsteil Merbelsrod liegt) größtenteils gerodete Wachberg (621 m). Der südöstlich sich an den Priemäusel anschließende Klingeberg (677 m) liegt bereits an der Grenze zur Stadt Eisfeld bzw. zum Ortsteil Waffenrod/Hinterrod und stellt einen Vor-Gipfel des noch deutlich höheren Grendel (787 m) bzw. des Eselsberges (841,5 m) dar.
Fast alle Ortsteile liegen in Höhenlagen von etwa 450 m über NN; lediglich Wiedersbach liegt mit gut 400 m etwas tiefer, Oberwind (490–530 m) und Merbelsrod (520–580 m) in Hanglagen etwas höher.

### Gemeindegliederung
Ortsteile der Gemeinde sind:
- Brattendorf
- Crock
- Merbelsrod
- Oberwind
- Poppenwind
- Schwarzbach
- Wiedersbach

## Geschichte
Die Einheitsgemeinde wurde am 1. Januar 1996 aus drei in der Verwaltungsgemeinschaft Auengrund zusammengeschlossenen Gemeinden gebildet.

## Politik
Der Bürgermeister der Gemeinde ist René Pfötsch von der WG Vereine Auengrund. Er wurde am 8. Juni 2014 durch Stichwahl gewählt und erhielt 58,7 % der gültigen Stimmen. Die Wahlbeteiligung lag bei 53,4 %.

### Gemeinderat
Der Gemeinderat in Auengrund besteht aus 14 gewählten Ratsmitgliedern und zusätzlich dem Bürgermeister. Seit der Kommunalwahl am 26. Mai 2024 setzt er sich wie folgt zusammen:
| Partei/Liste                   | Stimmenanteil | G/V   | Sitze | G/V |
| WG Vereine Auengrund           | 21,0 %        | − 7,7 | 3     | − 1 |
| FFW Schwarzbach                | 13,8 %        | − 4,6 | 2     | − 1 |
| Heimatliste Brattendorf        | 15,6 %        | − 2,5 | 2     | ± 0 |
| Bürgerallianz Auengrund        | 24,5 %        | + 7,4 | 3     | + 1 |
| Feuerwehrverein Merbelsrod     | 12,1 %        | − 0,7 | 2     | ± 0 |
| Bündnis-Zukunft-Hildburghausen | 12,9 %        | + 8,1 | 2     | + 1 |

G/V: Gewinn oder Verlust im Vergleich zur Wahl 2019
Die Wahlbeteiligung lag bei 68,9 % (+ 6,6).

## Dialekt
In Auengrund wird Itzgründisch, ein ostfränkischer Dialekt, gesprochen.

## Wirtschaft und Infrastruktur
In Auengrund haben produzierende Unternehmen wie Vitrulan Glasfaser Brattendorf, Schloßbrauerei Schwarzbach und NIDEC GPM ihren Sitz.
Die Bundesautobahn 73 quert das Gemeindegebiet ohne Anschlussstelle. Die nächstgelegenen Anschlussstellen und Bahnhöfe befinden sich in Schleusingen und Eisfeld.